# Didemnum minispirale
Didemnum minispirale är en sjöpungsart som beskrevs av Romanov 1989. Didemnum minispirale ingår i släktet Didemnum och familjen Didemnidae. Inga underarter finns listade i Catalogue of Life.